# Vujići Vojakovački
Vujići Vojakovački – wieś w Chorwacji, w żupanii kopriwnicko-kriżewczyńskiej, w mieście Križevci. W 2011 roku liczyła 57 mieszkańców.